# 道しるべ (ラジオ番組)
『道しるべ』（みちしるべ）は、bayfmで放送されていたラジオ番組。最終回の放送時間は毎週日曜日24時00分〜24時29分。パーソナリティはシンガーソングライターのシギ。

## 番組概要
- 放送期間は2008年4月6日から2013年3月31日まで。2008年7月にメジャーデビューのシンガーソングライター、シギをパーソナリティに抜擢。
- 2009年1月4日放送分より、放送開始時間が30分繰り上がり、24時00分からとなった。同時に内容も27分から29分に2分間延長された。
- 2009年2月15日放送分より、Sony Music Online内の特別サイトにて、web上での聴取が可能となった。放送内容は、ラジオでOAされたものとほぼ同じ（相違点は、エンディングテーマ『光』がフェード・アウト処理されている）。
- 2009年9月27日の放送は、幕張のbayfm本社スタジオから生放送を行った（時間は通常通り30分）。放送内では、生で弾き語りを行った（演奏した曲は『肯定してくれ、僕を』）。
- 2012年7月2日から2012年12月24日までの放送は月曜日25時00分からだった。

## エピソード
- デビュー直前の放送となった6月29日OA分では、シギのメジャーデビューのきっかけとなった番組『OLEっち』のパーソナリティを務めていたポカスカジャンが、お祝いにと、自身の番組『路上魂』ごと持ち込み1コーナージャック、番組コラボした。その時は、同番組パーソナリティの高尾晶子も登場した。
- 2008年末から、『年賀状出し出しキャンペーン』という企画を敢行。これは、番組に「2009年の抱負」を書いて送ってきた全てのリスナーにシギ自らがそれぞれにメッセージを付けた直筆の年賀状を送る、というもの。ちなみに、宛先もシギによる直筆だった。
- 2009年4月11日の『こんにちは！お仕事』のコーナーにシギの実父が登場、父娘の対談が実現した。また、その後のコントでは「シギとパパの声」として、3人によるコントが行われた。
- 「こんにちはお仕事」のコーナー前に流れる“働きたい”のジングル（『輝いた』のサビの節に合わせたもの）は、このコーナーのために録音されたもの。「通常ver.」と「かわいいver.」が存在する。

### コーナー
※名前に『』が付いているのは、過去のコーナー

#### 『60億分の1』
リスナーが街で遭遇したいい人、悪い人、面白い人、ムカつく人など、一期一会のエピソードを紹介する。シギの『今週の60億分の1』話も。このコーナーは終了している。

#### 『女の子だもん』
日頃、男子が抱える女子に対する疑問、女子がとる謎の行動などについて、シギが女子代表として答えていく。レギュラーアシスタントは謎の人物『天の声』。開始2008年7月〜2009年3月終了。

#### ふつおたご紹介のコーナー
普通のおたよりを紹介するコーナー。当初「ふつおた」は「何の変哲も無く、なおかつ箸にも棒にも引っかからないただただ普通のおたより」の略であったが、この内容はたびたび変更される。2009年5月時点では「何の変哲もない、無味無臭の単なる普通のおたより」の略となっている。BGMは『カナダからの手紙　/　平尾昌晃&畑中葉子』だったが、2月15日放送分から『夜と朝のあいだに　/　ピーター』に変更された。

#### ショートコント（漫才）
アシスタントの『天の声』とともに、『シギの声』なるコンビで1〜2分ほどのネタを行う。ネタの出来如何に関わらず、最後に笑い声のSEが入る。

#### 『輝いてるぅ〜 』
2ndシングル『輝いた』のリリースにちなんで作られたコーナー。過去、自分が輝いた瞬間のエピソードや、輝いていた人の目撃談を紹介する。番組1周年のリニューアルを機に2009年4月5日に終了。

#### 『シギに質問』
番組開始当初〜6月29日放送分まで行われた。毎回5つの質問を『天の声』がシギに投げかけ、答えるという形式だった。

#### 『月の裏側』
番組開始当初〜行われた。街の雑踏のSEをバックにシギが毎回詩を朗読し、そのあと毎週自身の曲を1つの紹介、詞の世界観などを解説し、曲をOAする。スタジオ生演奏でのOAも複数回あった。2008年8月現在、終了のアナウンスはされていないものの、コーナーは行われていない。未発表の曲や、デモ音源と思われる曲は、「ふつおたコーナー」のあとにOAされている。

#### 『コンビニちゃん』
コンビニで売っているお菓子をシギが食べるコーナー。美味しい場合、商品名が明かされる。2008年10月〜スタート。
11月16日の放送で突如終了が告げられる。たまに、リスナーからのコーナー再開希望メールを紹介していることから、復活する可能性も含ませている。

### シギのこんにちはお仕事
世の中の様々なお仕事を紹介してシギとリスナーがお勉強していくコーナー。
“天の声”がインタビューしてきた声を聞いて、シギが感想を述べていく、というのが基本スタイル。
2009年10月現在、リスナー（主に小中高生）のお仕事エピソードを聞き、「がんばり度」を100点満点で採点している。
その週の最高得点者には「がんばり大賞」として、シギのサイン入り激情ちゃんＴシャツが贈られる。2009年4月5日スタート。

## OP・ED曲
- 『光　/　シギ』